# Warschauer Prozess (1339)
Der Warschauer Prozess von 1339 fand vom 4. Februar 1339 bis zum 15. September 1339 in Warschau zwischen dem Deutschen Orden und dem Königreich Polen statt.

## Prozess
Der von 1327 bis 1332 dauernde Krieg Polens gegen den Deutschen Orden endete zunächst ohne Friedensschluss. Der Ordensstaat hielt weiterhin Pommerellen, das Kulmerland, das Dobriner Land, das Michelauer Land und Kujawien besetzt. Die Ergebnisse des Hoftags von Visegrád von 1335 waren für den polnische König Kasimir den Großen nicht zufriedenstellend. Daher wandte er sich an den Papst Benedikt XII., der das Gericht in Warschau einberief. Richter waren die päpstlichen Gesandten Galhard de Carceribus und Peter Le Puy. Jarosław Bogoria, Bertold von Ratibor und Wojciech von Bochnia vertrat die Interessen der polnischen Krone. Das Gericht tagte im Vogtshof am Warschauer Altmarkt sowie in der Johanneskirche. Es wurden insgesamt 126 Zeugen gehört. Das Gericht entschied zugunsten von Kasimir dem Großen. Neben der Rückgabe der Territorien sollte der Deutsche Orden auch Schadensersatz in Höhe von 194.500 Griwna zahlen sowie die Prozesskosten tragen. Der Deutsche Orden akzeptierte das Urteil nicht und legte Rechtsmittel zur Kurie in Avignon ein. Eine beidseitig annehmbare Regelung wurde erst 1343 im Friedensschluss von Kalisch gefunden.